# Ghost Ranch

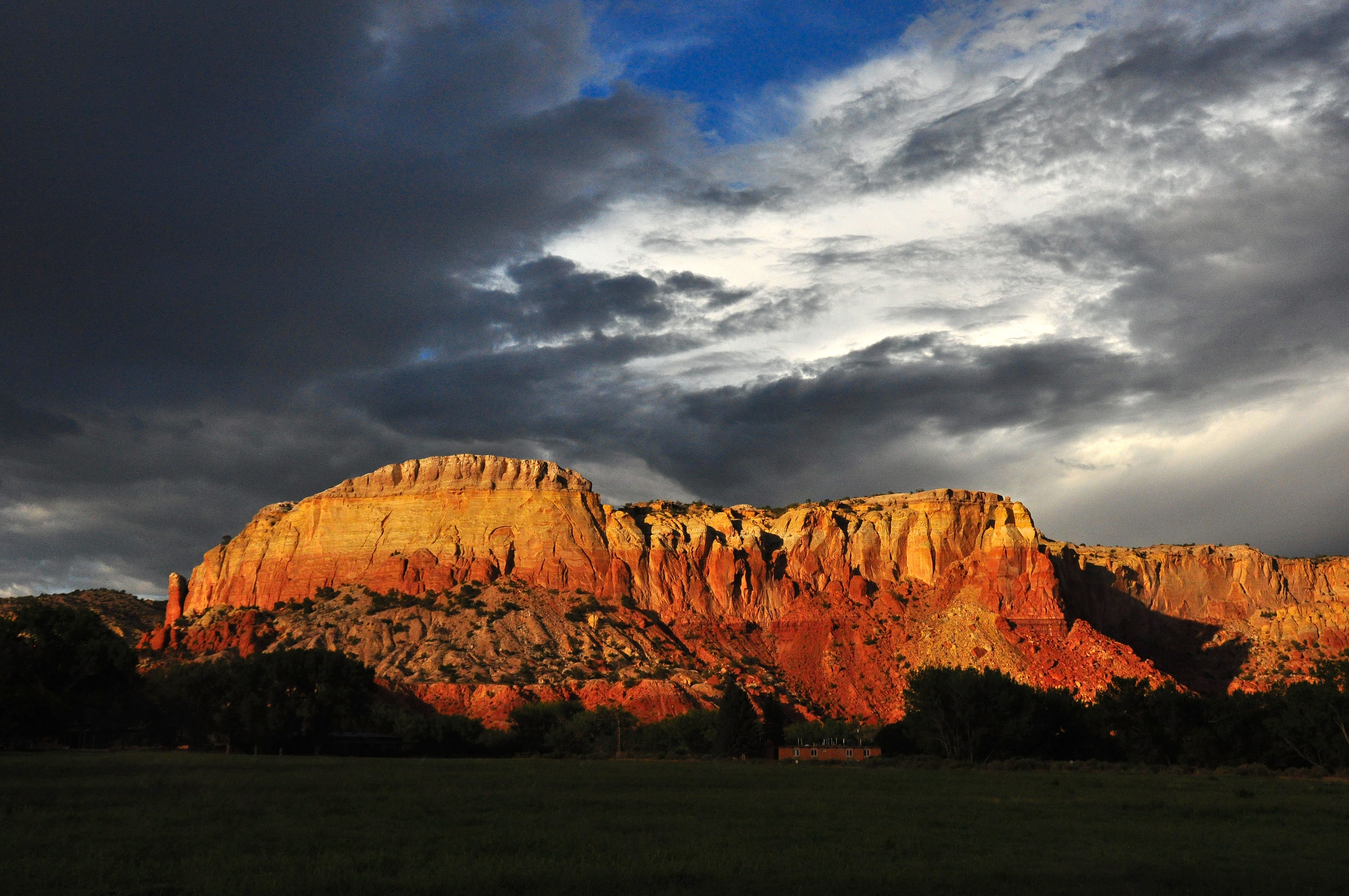
Skalní útvary v rezervaci Ghost Ranch u Abiquiú v Novém Mexiku

Ghost Ranch ("Ranč duchů") je rezervací a vzdělávacím centrem o rozloze 85 km² (21 000 akrů), nacházejícím se v Novém Mexiku (USA). 

## Paleontologie
Součástí této oblasti je také světově proslulá paleontologická lokalita, na které byly objeveny pozůstatky mnoha známých triasových dinosaurů. V době před více než 200 miliony let se tato oblast nacházela v blízkosti rovníku a kypěla životem. První vykopávky zde probíhaly již od roku 1885, nejznámějším objevem však bylo odkrytí více než tisíce koster malého dravého dinosaura druhu  Coelophysis bauri v roce 1947. Díky tomuto objevu patří zmíněný rod k nejlépe prozkoumaným dinosaurům. Objevitelem byl slavný americký paleontolog Edwin H. Colbert. V roce 2007 byly ve zdejší Hayden Quarry objeveny fosilie jednoho z primitivních dinosauromorfů druhu Dromomeron romeri.